# Nicola Karlsson
Nicola Karlsson (geboren 1974) ist eine deutsche Schriftstellerin.

## Leben
Nicola Karlsson wuchs in West-Berlin auf, studiert Modedesign in Berlin und ist Mutter zweier Töchter. Sie veröffentlichte 2013 ihren ersten Roman. 

## Werke
- Tessa. Roman. München. Graf, 2013 ISBN 978-3-86220-046-7
- Licht über dem Wedding. Roman. München. Piper, 2019 ISBN 978-3-492-05941-1
- Ungehorsam. Roman. Piper, 2021 ISBN 978-3-492-99822-2